# Upplands runinskrifter 610
Upplands runinskrifter 610 är ett vikingatida runstensfragment som förut fanns i Granhammar, Västra Ryds socken och Upplands-Bro kommun. Stenen är 1 gånger 0,75 meter stor. Runstensfragmentet var förkommet under en period men återfanns 2004. Det finns nu i kyrktornet i Västra Ryds kyrka.

## Inskriften
Translitterering av runraden:
[... ...(t)i : stin þa](n)a : eft : as[kut : sun sin : trik : h... ...]
Normalisering till runsvenska:
... [ræis]ti stæin þenna æft Asgaut, sun sinn, dræng h[æfan(?)] ...
Översättning till nusvenska:
... reste denna sten efter Åsgöt, sin son, en ung man ...